# سرخس عش الطير
سَرْخَس عُشّ الطَّيْر (الاسم العلمي: .Asplenium nidus L) هي نوع نباتات من جنس الطُّحَال ومن الفصيلة الطُّحَالِيَّة ومن رتبة السرخسيات.